# Gerhard Schröder (CDU)
Cet article concerne l'homme politique chrétien-démocrate des années 1950 à 1980. Pour le chancelier social-démocrate de 1998 à 2005, voir Gerhard Schröder.
Pour les articles homonymes, voir Schröder.
Gerhard Schröder, né le 11 septembre 1910 à Sarrebruck et mort le 31 décembre 1989 à Kampen, est un homme politique ouest-allemand de l’Union chrétienne-démocrate d'Allemagne (CDU).
Il est successivement ministre fédéral de l'Intérieur, ministre fédéral des Affaires étrangères et ministre fédéral de la Défense dans les gouvernements de Konrad Adenauer, Ludwig Erhard et Kurt Georg Kiesinger. Membre du Bundestag de 1949 à 1980, il en préside la commission des Affaires étrangères de 1969 à 1980.
Schröder est l’un des principaux défenseurs d’une orientation atlantiste de l’Allemagne fédérale, dont il cherche à renforcer les liens avec les États-Unis et l’engagement dans l’OTAN. Réputé pour son conservatisme et son adhésion à la fermeté dans le maintien de l’ordre, il obtient l’interdiction du Parti communiste d’Allemagne (KPD) et mène à bien une restructuration des forces fédérales de police.
Comptant parmi les rares personnalités protestantes de son parti, majoritairement catholique, il est pourtant l'un des principaux dirigeants chrétiens-démocrates des vingt-cinq premières années de l'Allemagne de l'Ouest. En 1963 et 1966, il tente sans succès de devenir le nouveau chancelier fédéral, et échoue en 1969 à se faire élire président fédéral.

## Biographie

### Un fils de prussiens bourgeois et protestants
Gerhard Schröder est issu d’une famille protestante de la bourgeoisie intellectuelle de Rhénanie. Son milieu d’origine est marqué par les valeurs prussiennes et luthériennes, qui développent chez lui le sens de la bureaucratie et la soumission envers l’État (Oppelland 2002, p. 16).

### Un étudiant proche des milieux nationalistes
Il suit sa scolarité secondaire au Ludwigsgymnasium de Sarrebruck, où il obtient son Abitur en 1929. Il étudie ensuite le droit, et est reçu au premier examen d’État en 1932 et au second en 1936. Titulaire d’un doctorat en 1933, il devient assistant à la faculté de droit de l’université de Bonn. Il est durant ses études proche du Parti populaire allemand (DVP), le principal parti de la droite conservatrice et nationaliste.

### Une carrière de juriste
Il adhère le 1er avril 1933 au Parti national-socialiste des travailleurs allemands (NSDAP), puis, sous la pression de ses supérieurs, à la Sturmabteilung (SA). Il part l’année suivante à Berlin où il devient chercheur à l’institut Empereur-Guillaume de droit privé étranger et international, et ne renouvelle pas son inscription à la SA lors de son transfert. Il exerce en tant qu’avocat à partir de 1936.

### L'éloignement du nazisme
Appelé dans la Wehrmacht en 1939, Schröder se détache du régime pendant la Seconde Guerre mondiale ; il épouse en 1941 Brigitte Landsberg, considérée par les lois de Nuremberg comme une « demi-juive de premier degré », et à la suite d'une rencontre avec des membres de la Bekennende Kirche, une organisation chrétienne d’opposition au régime, il s’appuie sur sa qualité de soldat pour quitter le parti nazi en mai 1941. Il termine la période comme prisonnier de guerre.

### Après la Guerre, un nouveau départ politique
Schröder adhère à l’Union chrétienne-démocrate (CDU) lors de sa fondation en 1945. Il devient conseiller juridique au ministère de l’Intérieur du nouveau Land de Rhénanie-du-Nord-Westphalie avant de travailler à la North German Iron and Steel Control.
Il entre au Bundestag allemand lors des élections de 1949, sur un mandat direct de la circonscription de Düsseldorf-Mettmann. En 1952, il signe avec trente-trois autres députés un projet de loi visant à instaurer le scrutin uninominal majoritaire à un tour, une question qui divise la coalition au pouvoir. Ses capacités d’orateur le font connaître des dirigeants de l’Union, et il devient en juin 1952 vice-président du groupe CDU/CSU.

### Ministre fédéral de l’Intérieur: une réputation de «dur»
Le 20 octobre 1953, à quarante-trois ans, Schröder devient ministre fédéral de l’Intérieur dans le deuxième cabinet de Konrad Adenauer. Son mandat lui apporte une réputation de fermeté dans la défense de l’ordre public et de la Loi. Il mène à bien une restructuration de la Force fédérale de protection des frontières, et défend avec succès auprès du Tribunal constitutionnel fédéral l’interdiction du Parti communiste d'Allemagne (KPD) en 1956.
Il dépose en 1958 une première version des futures lois sur l’état d’urgence, qui instaure une prise de contrôle par le pouvoir exécutif en situation d’urgence avec peu de contre-pouvoirs selon une procédure proche de celle de l’article 48 de la constitution de Weimar, et défend le texte réforme en déclarant que « le temps de l’urgence est le temps de l’exécutif ». Son projet suscite l’opposition du Parti social-démocrate, qui l’accuse d’avoir des tendances autoritaires et rappelle son passé dans le parti nazi, et est rejeté faute d’une majorité suffisante pour la révision constitutionnelle.
Schröder échoue également à faire interdire l’Association des persécutés du régime nazi par le Tribunal administratif fédéral en 1959.
Au sein de l’Union, il est à partir de 1955 et jusqu’en 1978 président de l’Evangelisches Arbeitskreis, le groupe rassemblant les protestants de la CDU et de la CSU, et fait partie en 1959 du comité chargé de désigner le candidat de la CDU/CSU pour l’élection présidentielle.

### Ministre fédéral des Affaires étrangères: une ligne foncièrement atlantiste

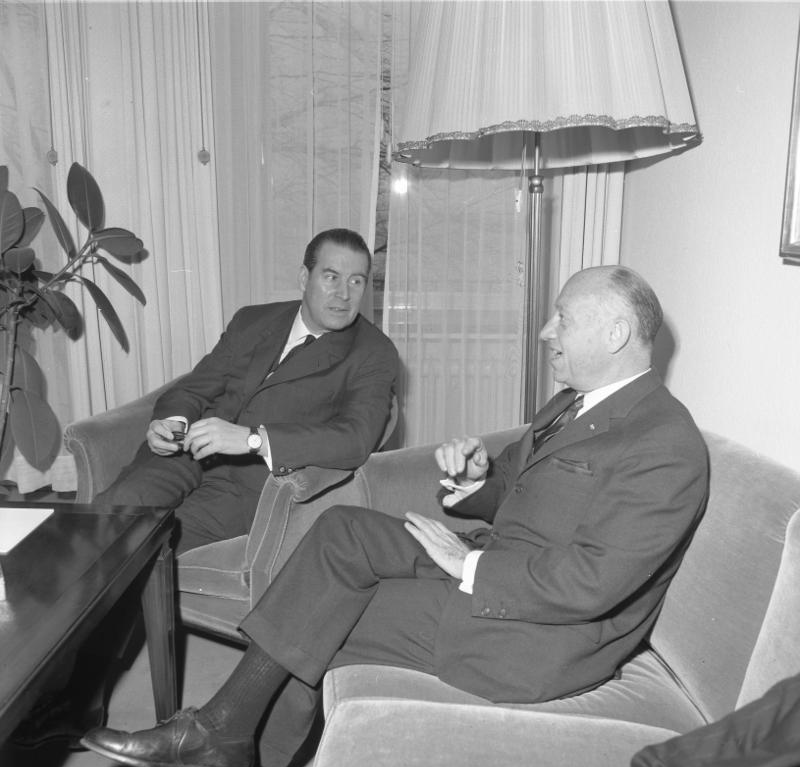
Schröder, ministre fédéral des Affaires étrangères, recevant le sénateur américain Jacob K. Javits en janvier 1964

Après la démission d’Heinrich von Brentano du poste de ministre fédéral des Affaires étrangères en 1961, Schröder lui succède le 14 novembre. Il commence à nourrir l’ambition d’accéder à la chancellerie ; Adenauer, qui estime son vice-chancelier Ludwig Erhard inapte à diriger le gouvernement, le considère un temps comme un possible successeur avant de lui retirer son soutien en raison de leurs orientations divergentes en politique étrangère. Schröder reste aux Affaires étrangères dans les cabinets de Ludwig Erhard lorsque celui-ci devient chancelier en 1963. Torsten Oppelland, biographe de Schröder en 2002, considère ses prétentions comme réalistes, mais affaiblies par son manque de soutien dans son Land d’origine, sa position marginale en tant que protestant dans un parti dominé par les catholiques, et les manœuvres du chrétien-social bavarois Franz Josef Strauß, lui-même désireux de succéder à Erhard.
Dans les années 1960, Schröder est avec Erhard le principal représentant des atlantistes, qui voient dans les États-Unis le garant indispensable de la sécurité de l’Allemagne fédérale et notamment de Berlin-Ouest, et sont favorables à la demande d’adhésion britannique à la Communauté économique européenne déposée en août 1961. Ils s’opposent en cela aux « gaullistes », notamment Adenauer et Strauß, qui privilégient l’autonomie par rapport aux États-Unis en matière de défense et une association de l’Europe occidentale autour de l’amitié franco-allemande, sans le Royaume-Uni en raison de sa « special relationship » avec Washington.
L’arrivée de Schröder aux Affaires étrangères a lieu dans la période la plus délicate de la diplomatie d’Adenauer, qui, déçu par l’administration Kennedy, se replie sur la relation avec la France et signe en janvier 1963 le traité de l’Élysée. Schröder, qui souhaite contrebalancer la relation franco-allemande par crainte d’un enfermement, obtient le 25 janvier du cabinet le soutien à la candidature britannique à la CEE, qui est cependant rejetée trois jours plus tard à la suite du refus de Charles de Gaulle.
Il partage également avec Erhard l’adhésion à la doctrine Hallstein, à l’« exigence de la représentation unique » (Alleinvertretungsanspruch) et à l’objectif ultime de réunification dans l’autodétermination, vision qu’il conservera jusqu’à la fin de sa vie malgré les évolutions de la politique allemande et étrangère de la république de Bonn.

### Ministre fédéral de la Défense

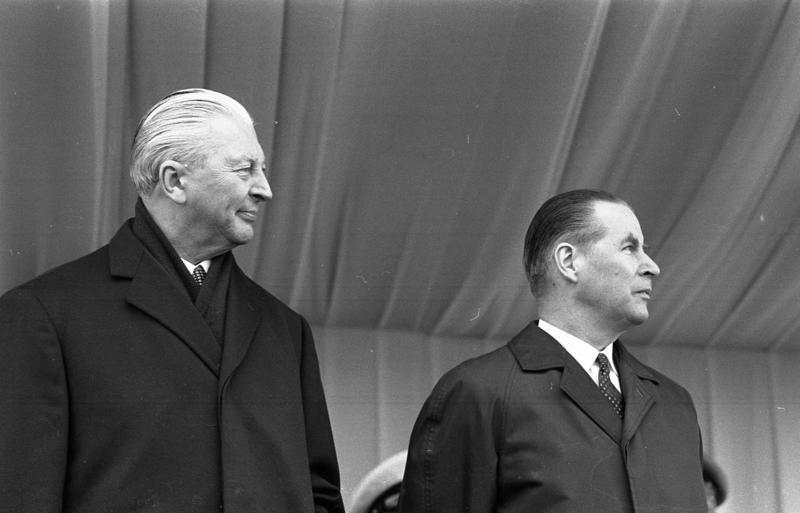
Schröder, ministre fédéral de la Défense, à droite, avec le chancelier fédéral Kurt Georg Kiesinger à l’occasion d’une parade de la Bundeswehr sur le Nürburgring à l’occasion des vingt ans de l’Otan, en juin 1969

Lorsque le départ du FDP entraîne en 1966 la chute du cabinet Erhard II et la formation d’une grande coalition avec le SPD, Schröder se porte candidat au sein du groupe CDU/CSU pour succéder au chancelier.
Il se retrouve alors opposé au ministre-président du Bade-Wurtemberg Kurt Georg Kiesinger et au président du groupe CDU/CSU Rainer Barzel. Au terme d'une vive compétition, Kiesinger l’emporte au troisième tour de scrutin. Les sociaux-démocrates ayant obtenu le portefeuille des Affaires étrangères pour le nouveau vice-chancelier Willy Brandt, Schröder devient ministre fédéral de la Défense dans le cabinet Kiesinger. Il devient alors le seul ministre fédéral à avoir enchaîné trois portefeuilles régaliens, et à n'avoir occupé que des postes régaliens.
Lors du congrès fédéral de Brunswick le 22 mai 1967, qui voit Kiesinger accéder à la présidence du parti, il est élu vice-président fédéral avec 405 voix sur 562, soit 72,1 % des suffrages exprimés.
À la Défense, Schröder réoriente à partir de 1968 la Bundeswehr selon la nouvelle stratégie de la « flexible response » adoptée par l’OTAN, qui prévoit une réaction militaire et politique adaptée et mesurée à d’éventuelles menaces du pacte de Varsovie, ce que poursuivra son successeur Helmut Schmidt. Il présente en 1969 le premier livre blanc sur la politique de sécurité et de défense de la République fédérale.

### L'échec de la présidentielle de 1969
Lors de l'élection présidentielle du 5 mars 1969, Gerhard Schröder est investi candidat par la CDU/CSU. Il se retrouve alors opposé au ministre fédéral de la Justice Gustav Heinemann, candidat du SPD. Il s'agit du seul scrutin ayant vu s'opposer deux ministres fédéraux en fonction.
Si son conservatisme lui attire les voix du Parti national-démocrate d'Allemagne (NPD), formation d'extrême droite ayant réussi une percée dans plusieurs scrutins régionaux, elle provoque l'hostilité du FDP. À l'exception d'une minorité issue de l'aile droite emmenée par Erich Mende, le parti libéral se rallie à la candidature de Heinemann. Ce rapprochement augure de la coalition qui se mettra en place quelques mois plus tard.
Au premier tour de scrutin, il recueille 501 voix, contre 514 à son adversaire. Le deuxième tour donne un résultat bien plus serré, avec 507 suffrages contre 511. Il est finalement défait au troisième tour, par 506 voix contre 512.

### Dans l’opposition

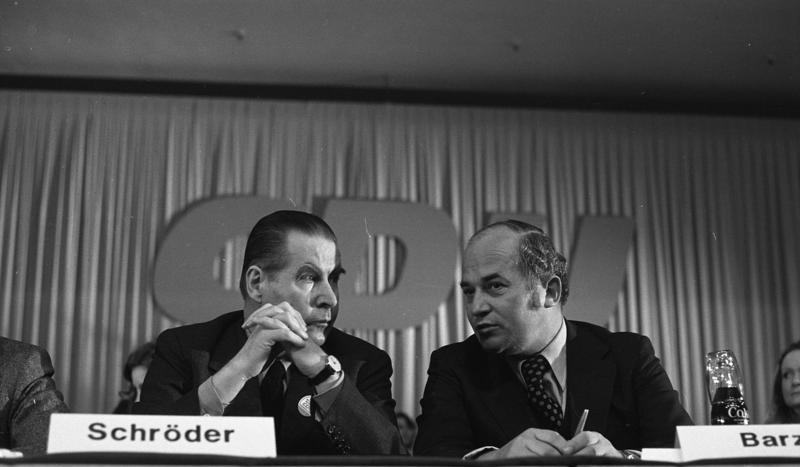
Schröder, à gauche, avec Rainer Barzel, président de la CDU, lors de la campagne pour les élections fédérales de 1972

Aux élections du 28 septembre 1969, la CDU/CSU est renvoyée dans l'opposition. Schröder devient alors président de la commission parlementaire des Affaires étrangères, puis est réélu vice-président de la CDU le 17 novembre lors du congrès fédéral de Mayence par 267 voix sur 476, soit un faible score de 56,1 %, le moins bon des cinq élus ce jour-là.
Au congrès fédéral de Sarrebruck le 4 octobre 1971, il passe initialement un accord avec le ministre-président de la Rhénanie-Palatinat Helmut Kohl : il lui apporte son soutien pour la présidence du parti, et en retour Kohl l'appuie comme candidat à la chancellerie aux élections fédérales de 1973. Contre Kohl se présente Rainer Barzel, président du groupe CDU. Finalement, Schröder refuse d'honorer son engagement. Barzel est élu avec une nette avance et lui est reconduit une dernière fois en tant que vice-président avec un résultat de 358 suffrages favorables sur 502 exprimés, soit 71,3 %.
À l'occasion de la campagne des élections fédérales anticipées de 19 novembre 1972, il n'est pas investi comme candidat à la chancellerie, mais fait partie des proches conseillers de Barzel, avec Franz Josef Strauß et Hans Katzer, s'occupant des questions de politique étrangère et de sécurité.
L'année suivante, lors du congrès fédéral de Bonn du 12 juin 1973, il quitte ses fonctions mais est élu au comité directeur par 522 voix sur 610, soit 85,6 %, son meilleur résultat lors d'un congrès du parti. Il est choisi une dernière fois pour siéger à la direction fédérale, lors du congrès de Mannheim en 1975, étant élu avec 560 suffrages favorables sur 714, soit 78,4 % des voix.

### Retraite
Schröder quitte le Bundestag lors des élections de 1980 après trente-et-un ans de mandat. Il entreprend alors une carrière de conférencier, mais n'intervient pas publiquement. Il conserve ses opinions atlantistes, renforcées avec l'élection de Ronald Reagan.
Après sa mort, le 31 décembre 1989, une cérémonie officielle est organisée en sa mémoire dans la salle des séances plénières le 12 janvier suivant.

## Publications
- Wir brauchen eine heile Welt: Politik in und für Deutschland, éd. par Alfred Rapp, Econ-Verlag, Düsseldorf et Wien, 1963, 283 p.
  - Trad. en français par François Ponthier, Le Monde que nous voulons. Politique intérieure et extérieure de l’Allemagne, Plon, Paris, 1965, 291 p.

## Ressources